# Абдалка
Абда́лка или Абда́льская (укр. Абдалка, крымскотат. Abdal, Абдал), ранее называлась Боурча — небольшая река, протекающая в пределах Симферополя, правый приток реки Малый Салгир. Длина реки 9 км, площадь водного бассейна — 23,4 км².

## Исток

### Исторический исток
Указываемая в некоторых справочниках длина русла реки 9 км отсчитывается от верховий выраженной в рельефе ложбины, ныне располагающейся в окрестности 33-й Улицы коллективных садов, дом 59 (СНТ «Радуга») на высоте ок. 376 м над уровнем моря; исторические истоки реки, отмеченные на топографических картах начала XX века, располагались в указанной окрестности.

### Исток современного русла (верхней части)
В настоящее время имеется фрагмент русла реки, большую часть времени безводный, по которому проходит граница городской черты Симферополя и внешняя граница Симферопольского района. Это русло начинается примерно в 800 м к северо-северо-западу от исторического истока; высота этого современного истока ок. 340 м над уровнем моря.

### Исток современного русла (средней части)
Берёт начало в балке у ул. Золотистой, дом 1, и ул. Челеби Джихана, дом 89, на высоте 278 м.

## Бассейн
Бассейн Абдалки располагается на крымском южном крыле Причерноморского артезианского бассейна в межгрядовом понижении Внешней и Внутренней куэст Крымских гор. Питание реки трёх типов: дождевое, снеговое и грунтовое (карстовое).

## Русло
В верхнем течении на берегу реки расположен микрорайон Симферополя Каменка, она проходила на северо-запад через систему прудов (которые к середине 1980-х годов высохли) и практически пересыхает. Ниже пересечения реки с Феодосийским шоссе возле микрорайона Белое появляется вновь, причём далее русло идёт на юго-запад параллельно. Перед пересечением с Симферопольской объездной дорогой — образует Сергеевский пруд, располагающийся между ТРЦ FM и ТЦ НоваЦентр (урез воды ок 259 м). Между улицами Автомобильной и Кечкеметской река ранее протекала по закрытому бетонному руслу, в районе ул. Титова, возле Детской больницы раньше планировалось пустить реку по трубам.
У Абдалки 4 безымянных притока длиной менее 5 километров, реку на участках впадения балок питают 15 источников, впадает в реку Малый Салгир в 2,1 км от устья. Расход воды в реке незначителен, кратковременно может увеличиваться до 1 м³/с. Водоохранная зона реки установлена в 50 м.